# Zhang Ling (aviron)
Dans ce nom chinois, le nom de famille, Zhang, précède le nom personnel.
Pour les articles homonymes, voir Zhang Ling.
Zhang Ling (en chinois simplifié : 陳雲霞 ; chinois traditionnel : 陈云霞; ; pinyin : Chén Yúnxiá), née le 27 février 1997 à Shanghai, est une rameuse d'aviron chinoise.

## Carrière
Elle termine sixième aux Jeux olympiques d'été de 2016 à Rio de Janeiro.*
Zhang Ling est médaillée d'or aux Championnats du monde d'aviron en 2019 à Ottensheim en  quatre de couple avec comme compatriotes Chen Yunxia, Cui Xiaotong et Lü Yang. Hormis Chen Yunxia qui était remplacé par Wang Yuwei, le quatre de couple avait échoué au pied du podium l'année précédente aux mondiaux de Bulgarie.
En 2021, ce même équipage devient champion olympique aux Jeux olympiques d'été de 2020 à Tokyo avec un temps de 6 min 5 s 13 devant les Polonaises et les Australiennes.